# Étambot
 (septembre 2015).

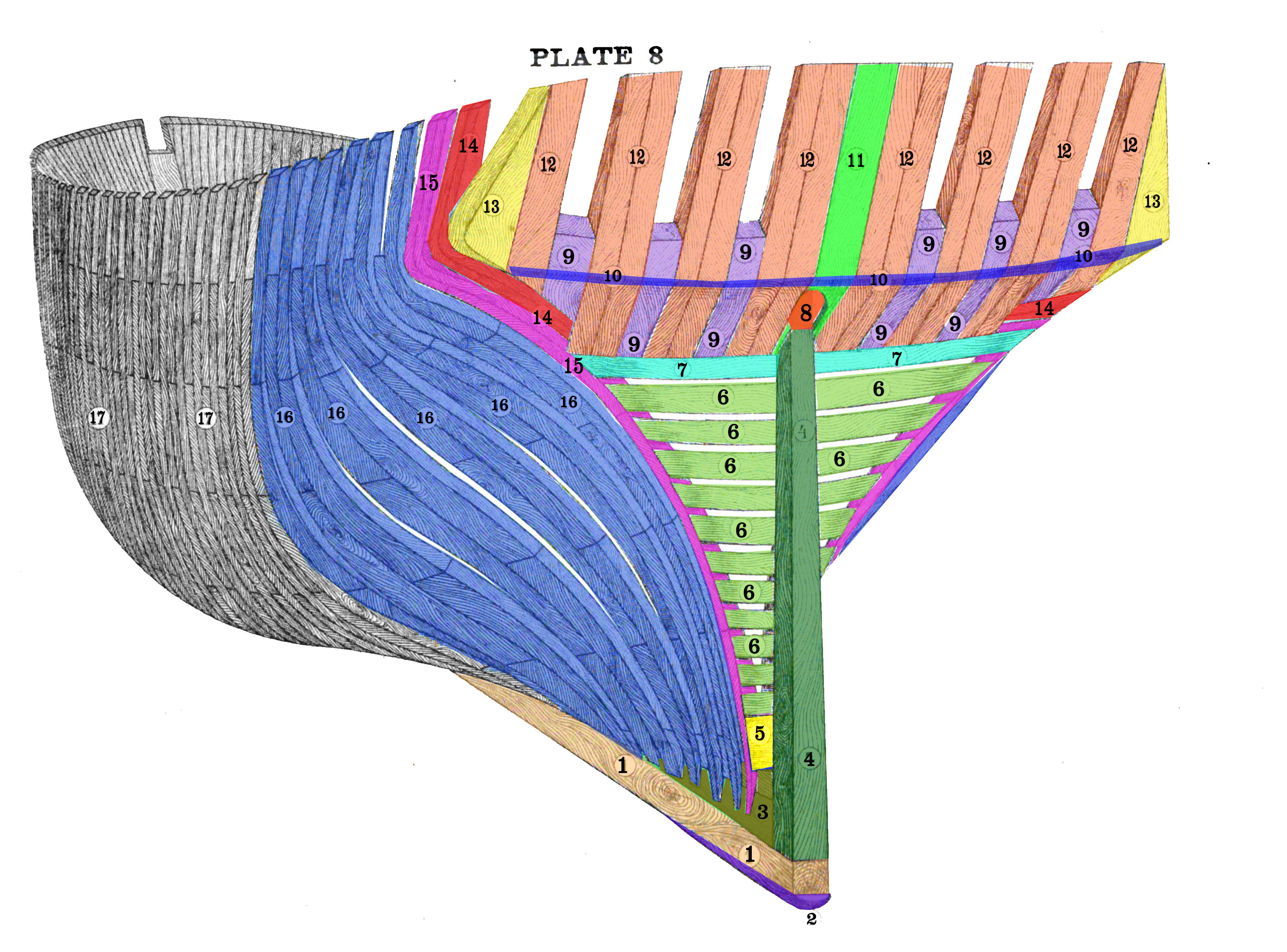
Henri Paasch, Illustrated Marine Encyclopedia, 1890, croquis de la poupe. 1. quille ; 2. aileron ; 3. massif d'étambot / courbe d'étambot ; 4. étambot ; 5. garniture pour bois ; 6. petites barres d'arcasse ou barres de contre-arcasse ou contre-lisses ; 7. barre d'hourdi, lisse de hourdi ou grande barre d'arcasse ; 8. jaumière ; 9. allonge de poupe (voûte) ; 10. bord (voûte) ; 11. apôtre d'étambot ; 12. jambette de voûte ; 13. allonge de côté (voûte) ; 14. couples de l'arrière ; 15. estain ; 16. couples dévoyés ou élancés ; 17. Couples droits.

L’étambot (autrefois étambord) est une pièce de structure d'un navire, fixée à l'arrière de la quille par un massif d'étambot ou une courbe d'étambot. Il supporte l'extrémité arrière des bordages, éventuellement la structure de poupe (tableau arrière ou allonge de voûte).

## Historique et description
Il a été utilisé depuis la fin du Moyen Âge pour y articuler le safran du gouvernail, ce qui a eu un impact important sur l'évolution de sa forme, sa taille et son inclinaison par rapport à la quille.
Avant l'invention du gouvernail d'étambot, l'étambot est en général d'un échantillonnage relativement faible (il lui suffit d'être juste assez épais pour y clouer les bordés), sa partie basse prolonge la quille et sa partie haute est proche de la verticale.
Quand on y fixe le gouvernail, il lui faut devenir rectiligne pour permettre à celui-ci d'être articulé. Il devient alors perpendiculaire à la quille et fixé à celle-ci par un massif qui le renforce et remplit l'espace entre l'ensemble quille-étambot et le bordé qui n'a pas changé immédiatement de forme. Son échantillonnage augmente également pour supporter les efforts importants transmis par le safran.
L'amélioration des performances en remontée au vent et en manœuvrabilité ainsi que l'augmentation de la solidité du safran conduisent à mettre progressivement la quille en différence (écart entre le tirant d'eau avant et arrière) et à augmenter la quête de l'étambot, deux processus qui conduisent à son allongement dans des proportions qui peuvent être considérables, comme dans les chaloupes sardinières.
Avec la motorisation, l'étambot se raccourcit de nouveau, redevient vertical, sa section augmente encore pour que l'arbre d'hélice puisse le traverser, et il redevient courbe (mais en sens inverse) pour constituer la partie avant de la cage d'hélice. Le safran n'est alors plus articulé sur l'étambot mais sur une crapaudine fixée à l'arrière de la quille.

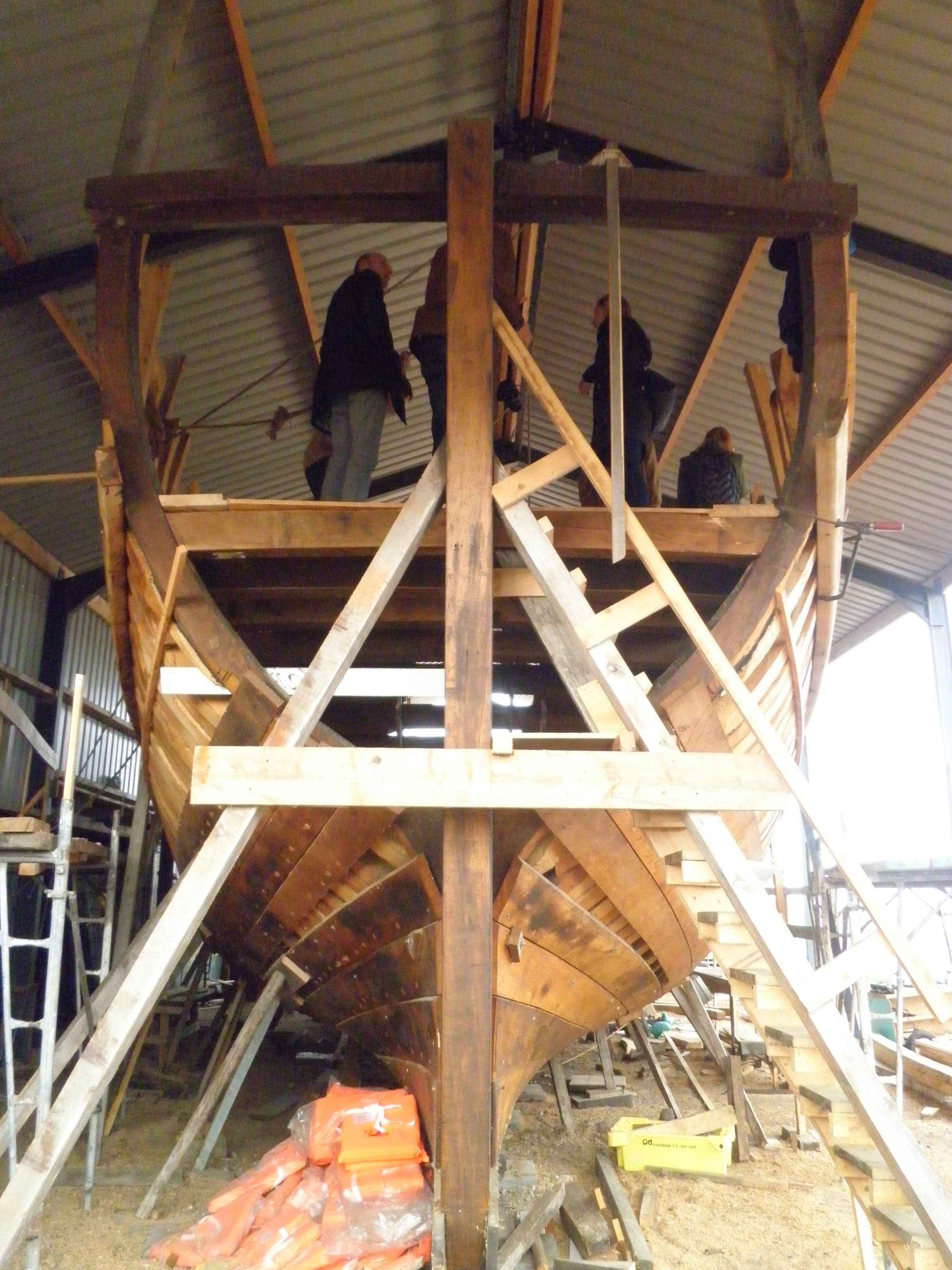
Étambot et estains, reconstitution du navire original de Willem Barentsz (1550-1597).
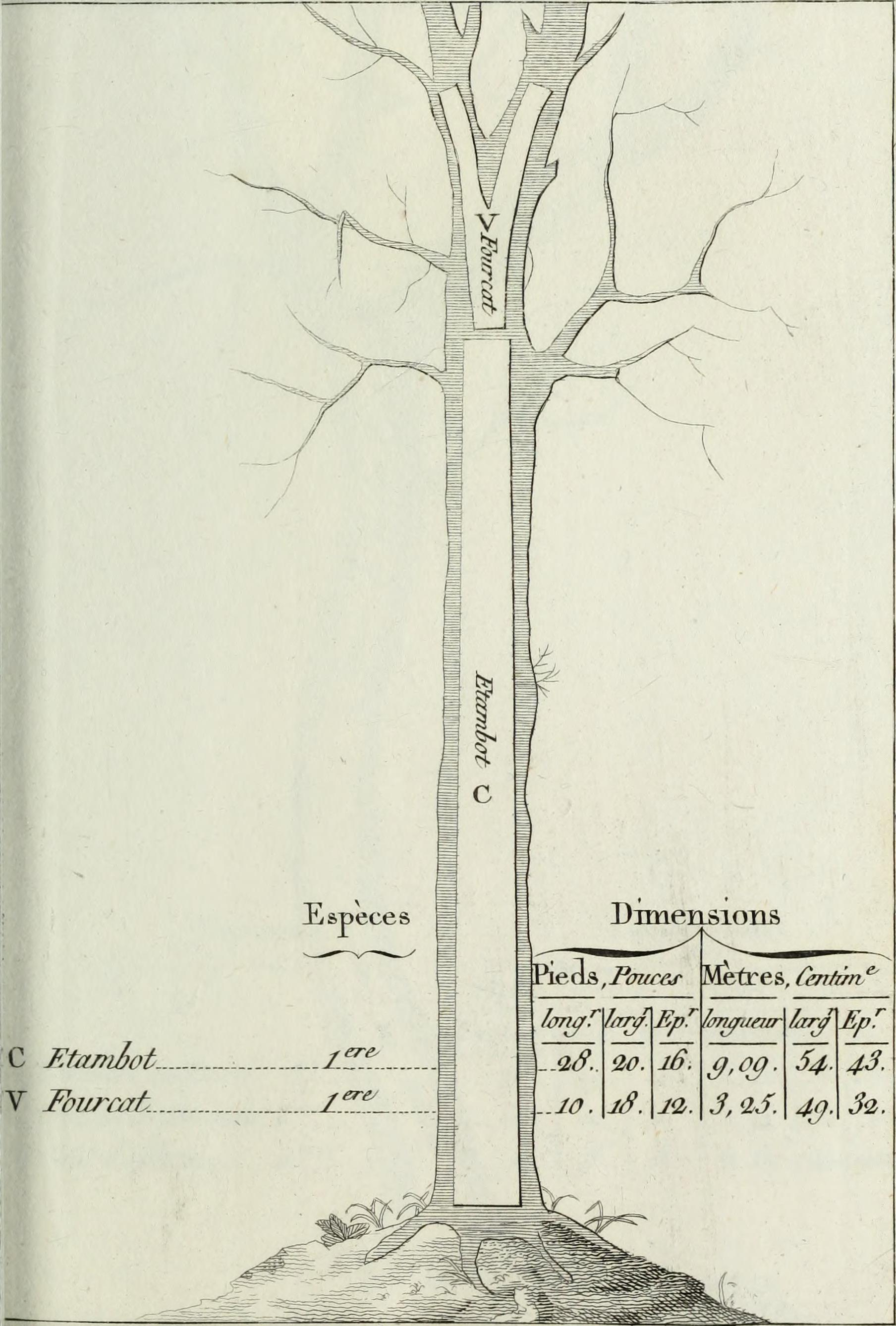
Bois sur pied, « sous les différentes formes qu'ils ont reçu de la nature, qui les rendent propres à l'usage de la marine »: étambot et fourcat
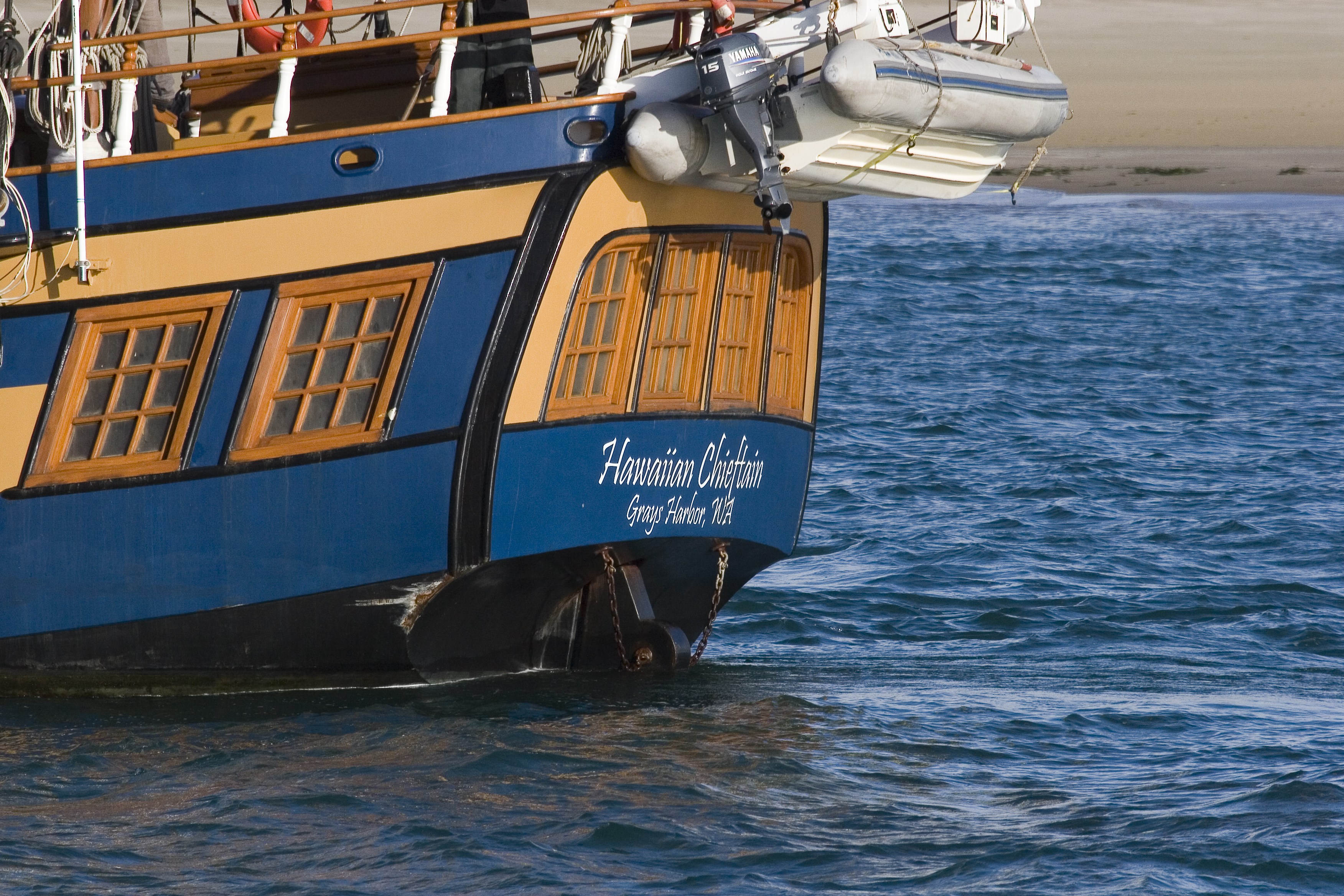
Etambot d'un voilier moderne, le Hawaiian Chieftain.